# هاکوداته بوگیو

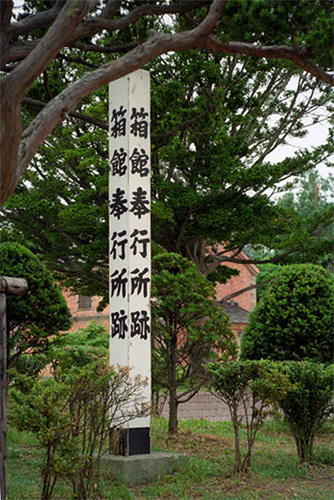
سایت دفتر سابق هاکوداته بوگیو، در گوریوکاکو

هاکوداته بوگیو (به ژاپنی: 箱館奉行 Hakodate bugyō)، مقام‌های شوگون‌سالاری توکوگاوا در دوره ادو ژاپن بودند. انتصاب در این دفتر برجسته معمولاً از دایمیوهای فودای بود. تفاسیر متعارف این عناوین ژاپنی را به عنوان «کمیسیون»، «نظارت» یا «فرماندار» تعبیر کرده‌اند.
هاکوداته یک شهر بندری در ساحل جنوبی جزیره هوکایدو است که توسط تنگه تسوگارو از شمال هونشو جدا شده است. در سال ۱۷۷۹، شوگون سالاری توکوگاوا کنترل مستقیم بر هاکوداته را اعمال کرد و به زودی توسعه سریع در این منطقه به دنبال داشت.